# Incident internacional
Un incident internacional és una divergència aparentment limitada entre dos o més estats sobirans que, finalment acaba desembocant en un conflicte major. Poden ésser provocats per episodis accidentals amb participació de ciutadans, funcionaris de govern, unitats armades d'un o diversos estats, i també poden nàixer d'una provocació deliberada, amb participació d'agents d'espionatge d'un estat sobirà, o terroristes, en contra d'un altre estat.
Normalment, un incident internacional acostuma a produir-se durant un temps de relativa pau en l'escenari internacional, i té, de bell antuvi, l'aparença d'un esdeveniment inesperat. Des d'una perspectiva històrica però, molts incidents internacionals són el resultat d'un conflicte latent entre estats sobirans.
Històricament, molts conflictes armats han estat provocats per incidents internacionals, sovint després d'esforços diplomàtics estèrils per a prevenir l'escalada; en aquest cas, són anomenats casus belli.
El concepte s'aplica també per descriure incidents amb capacitat de pertorbar el comerç internacional, o provocats per «ficades de pota» de personalitats rellevants.
El Tribunal Internacional de Justícia manté una llista de controvèrsies jurídiques entre els estats sobirans, molts dels quals són conseqüència d'incidents internacionals. El Royal Mail del Regne Unit ofereix una llista a la seva pàgina web dels incidents internacionals amb capacitat d'interrompre el servei de correu. Els incidents que hi són relacionats poden no ajustar-se a les definicions esmentades més amunt.

## Exemples d'incidents internacionals
- L'afer XYZ
- El telegrama Zimmermann
- L'incident del USS Pueblo
- L'afer Trent
- L'Assassinat de Sarajevo
- L'enfonsament del Lusitània
- L'incident de Gleiwitz
- L'afer Lavon
- La crisi de l'U-2
- L'incident del golf de Tonkin
- La construcció del mur de Berlín
- L'incident del USS Liberty
- L'afer del vol 007 de Korean Air
- L'afer del vol 103 de Pan Am